# آيت بوبكر (تانوغة)
آيت بوبكر هي إحدى مشيخات المملكة المغربية، تتبع جغرافيا لإقليم بني ملال وإداريًا لتانوغة. يقدر عدد سكانها بـ 22121 نسمة حسب الإحصاء الرسمي للسكان والسكنى لسنة 2004.